# Cronologia do 11.º milênio a.C. e anteriores
Esta é uma cronologia do décimo primeiro milênio a.C. e anteriores que mostra eventos anteriores ao ano 10.000 a.C..

## Mais de 100 mil anos atrás
- 2,1 milhões de anos atrás: Erupção da caldeira vulcânica de La Garita, no Colorado, nos atuais Estados Unidos, que deixou uma cratera de 35 por 75 km e alterou drasticamente o clima do planeta.
- 650 mil anos atrás: Glaciação Günz.[1][2]
- 450 mil anos atrás: Glaciação Mindel.[3]
- 400 mil anos atrás:
  - O Homo erectus aprende a controlar o fogo.
  - Surge o Homem de Neandertal na Europa e no Médio Oriente.

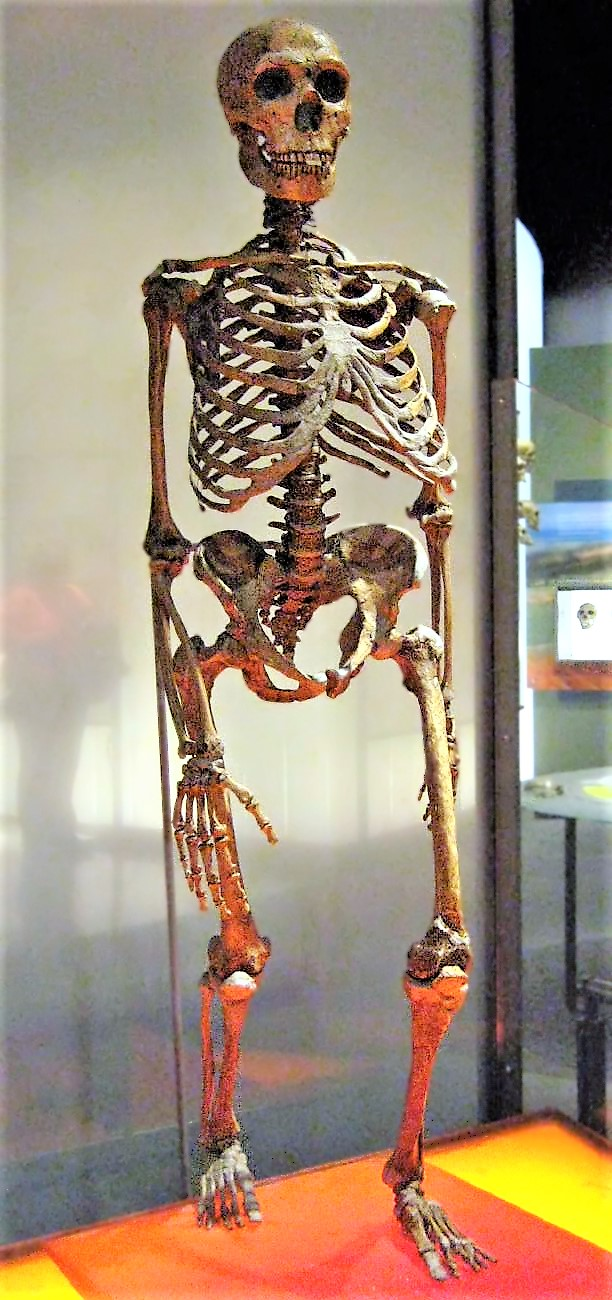
Esqueleto de um homem de Neandertal

- 315 mil anos atrás: Data aproximada de aparecimento do Homem Anatomicamente Moderno (Homo sapiens) (Jebel Irhoud, Marrocos).
- 300 mil anos atrás: 
  - Evidência de uma cerimônia de enterro. Num sítio arqueológico na serra de Atapuerca, na Espanha, foram encontrados ossos de 32 indivíduos no buraco de uma caverna.[4]
  - Glaciação Riss.
- 270 mil anos atrás: Idade do haplogrupo A-Y-DNA A00 ("Adão cromossomial-Y").
- 250 mil – 200 mil anos atrás: Povoamento da Ásia
- 230 mil – 150 mil anos atrás - Idade do haplogrupo mt-DNA L ("Eva mitocondrial").
- 160 mil anos atrás: Surge o Homem de Herto, uma subespécie extinta da espécie Homo sapiens que viveu no Pleistoceno da África.
- 130 mil anos atrás: Evidência de uma cerimônia de enterro: Homens de Neandertal enterravam os mortos em sítios como os de Krapina, na Croácia.[4]
- 100 mil anos atrás: Glaciação Würm.

## 100.000–30.000 a.C.
- c. 100.000 a.C.: 

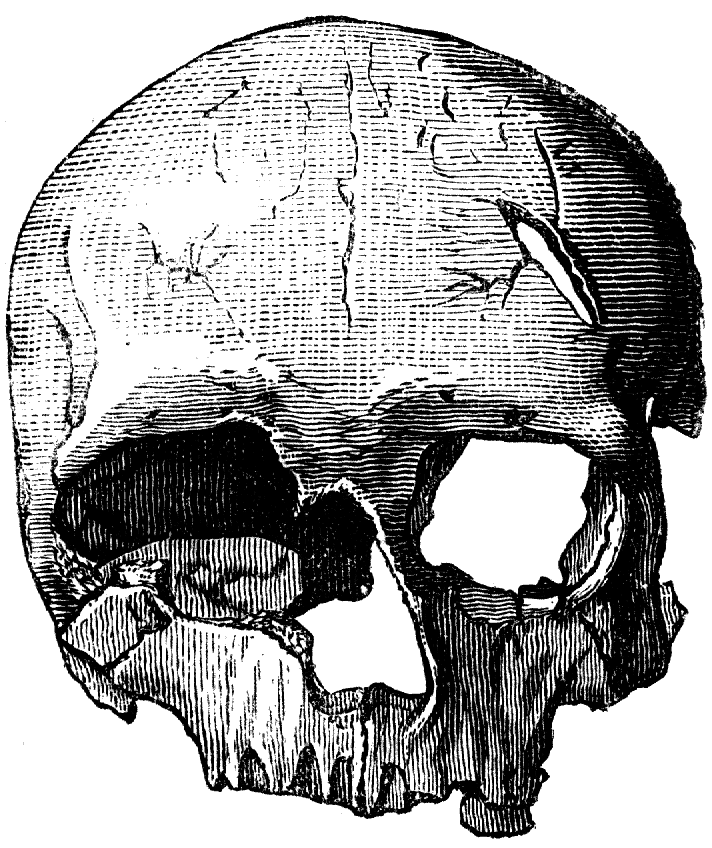
Crânio de uma mulher Cro-Magnon

  - O mais antigo ritual de enterro de seres modernos é considerado como originário de Qafzeh, em Israel. Há duas cerimônias do que se supõe serem uma mãe e uma criança. Os ossos foram manchados com ocre vermelho.[5][6]
  - Aumento do uso do ocre vermelho em vários sítios arqueológicos da Idade da Pedra. O ocre vermelho é considerado de grande importância nos rituais.
- c. 75.000 a.C.: A população humana deixou de crescer, muito provavelmente devido à catástrofe de Toba, uma explosão vulcânica que, segundo alguns cientistas, fez a população descer para 10 mil.
- c. 70.000 a.C.: Traços de culto a cobras, descobertos em Ngamiland, região da Botswana.[7]
- c. 50.000 a.C.:
  - Humanos evoluem em gestos associados ao comportamento humano moderno, que abrangem habilidades como a linguagem, o pensamento abstrato, simbolismo e religião.[6]
  - O Homem-de-Flores, parente próximo do Homem Anatomicamente Moderno ou Humano, desaparece.
- 45.000–43.000 a.C.: Povoamento da Europa.
- c. 42.000 a.C.: Início do Paleolítico Superior na Europa. Há uma abundância de fósseis, incluindo cerimônias elaboradas de enterro de mortos; e registros arqueológicos das chamadas vênus paleolíticas e arte rupestre.
- c. 40.000 a.C.: 
  - Europa: surgimento do Homem de Cro-Magnon.[8]
  - Oceania: Povoamento da Austrália.[9] Cerimônia de rituais humanos no Lago Mungo (Austrália). Um corpo é pintado com grande quantidade de ocre vermelho.
- c. 39.000 a.C.: Os restos do hominídeo de Denisova, que viveu há cerca de 41 mil anos, foram descobertos na caverna de Denisova, no sul da Sibéria.[10]
- c. 35.000 a.C.:
  - Europa: Desaparece o Homem de Neandertal.[11]
  - Europa: Cultura de Aurignac.[12]
- c. 33.000 a.C.: 
  - Os mais antigos crânios de cães domesticados conhecidos mostram que eles existiam na Europa e na Sibéria nessa época.
  - Um dos primeiros ossos humanos modernos, datado de cerca de 35 mil anos de idade, foi encontrado na Rússia, em Kostenki, nas margens do rio Don.[13]
- c. 30.000 a.C.: O mais recente registro da cerimônia de enterro de um xamã (pajé ou sacerdote).[14]

## 30.000–10.000 a.C.
- 16.000–13.000 a.C.: Povoamento da América.
- c. 15.300 a.C.: Presença humana na Lapa Vermelha, Lagoa Santa, Minas Gerais.
- c. 15.000 a.C.:
  - Europa: Período Magdaleniano.[15]
  - Europa: Pinturas de Altamira.[16]
  - Europa: Pinturas rupestres de Lascaux.[17]
- c. 14.000 a.C.:
  - Bisão, no teto de uma caverna no sítio arqueológico de Altamira, Espanha, é pintado. Descoberto em 1879; e aceito como autêntico em 1902.
  - Domesticação da rena.
- c. 13.000 a.C.:
  - Início da extinção em massa do Holoceno.
  - Período Mesolítico: os seres humanos fazem uso da pedra lascada.
- c. 12.000 a.C.:
  - Período em que se inicia a era da pedra polida, ou Período Neolítico, compreendido aproximadamente entre 12.000 e 4.000 a.C..
  - Primeira fase de construção do complexo de templos em Göbekli Tepe, na atual Turquia.[18]
- c. 11.500 a.C.: Vasos de cerâmica no Japão.
- c. 11.000 a.C.:
  - Início da Revolução Neolítica.
  - Primeira prova de assentamentos humanos na Argentina.
  - Restos mortais depositados nas cavernas que estão agora situadas ao largo da costa de Yucatán.
  - Cerâmica em Monte Alegre (Pará), Brasil.
  - Pontas de lança encontradas na caverna de Fort Rock, Oregon, Estados Unidos.
- 10.603 a.C.: O cometa Hale-Bopp aparece; e não retornará até o oitavo milênio a.C..